# Martin Ferdinand Quadal

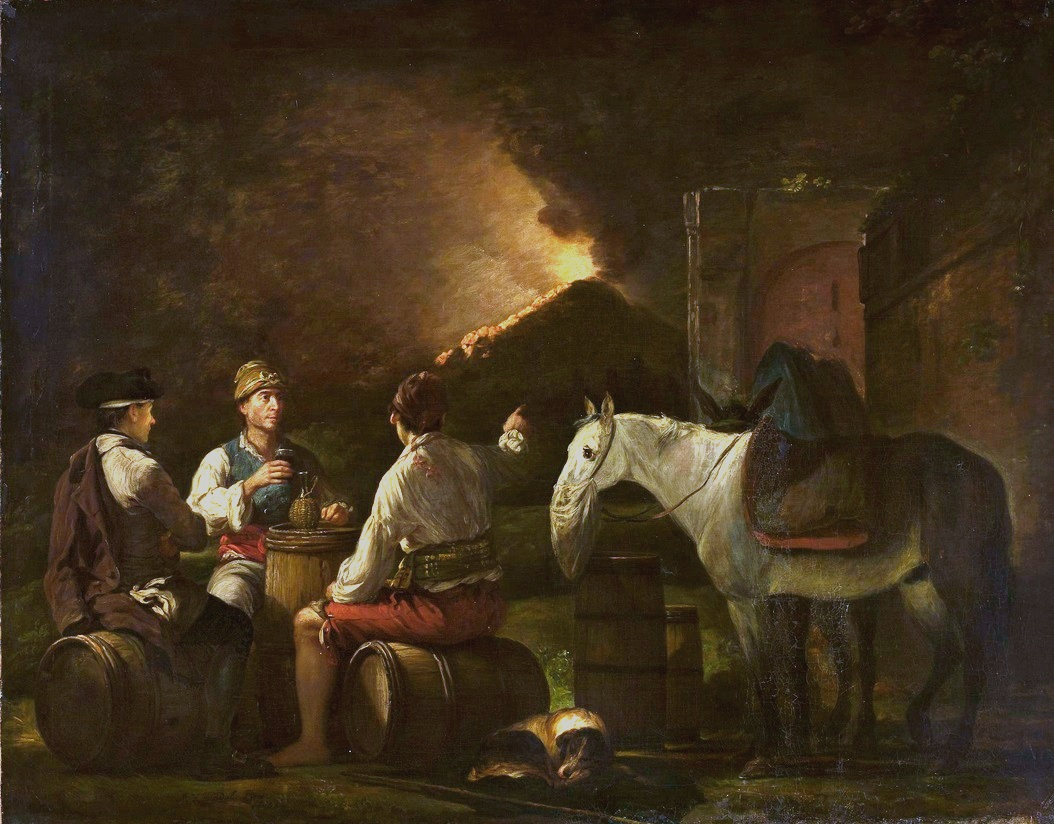

Martin Ferdinand Quadal (Niemtschitz in Mähren, 1736. október 28. – Szentpétervár, 1808. január 10.) osztrák, portréfestő és rézmetsző.

## Életrajza
A morva származású Quadal 1736 október 28-án született Niemtschitzben. Előbb a bécsi, majd a párizsi akadémián tanult. Évekig élt Bécsben, majd számos tanulmányúton járt Európa országaiban, ahol állandó megrendelésekre találva működött többek között Angliában, Írországban, Rómában, Nápolyban és Bécsben, majd újabb angliai útja után Hollandiában és Hamburgban. Élete utolsó évtizedeiben 1797-1804 között Szentpéterváron élt, ezután két évet ismét Londonban, majd a haláláig Szentpéterváron működött. 
Quadal nagyon népszerű portré és állat festő volt, aki zsánerjeleneteket is festett. Arc-, genre- és történeti eseményeket ábrázoló képei közül a bécsi időkhöz leginkább állatképeinek csoportja kötődik, melyek többnyire nagyméretű és nagyfigurás elsősorban dekoratív célú vadászképek voltak. Ilyen kép a valószínűleg Bécsben festett Pihenő vadászfiú című képe is, mely 1786-1787 évi bécsi tartózkodása idején készült. Hozzá hasonlóan e stílust kedvelték többek között Libal és a valószínűleg bécsi származású és Észak-Itáliában működő Zipper (Cipper), a skót eredetű, flamand gyökerű, de Bécsben működő Hamiltonok és a Bécsben is vendégszerepelt Ruthart, valamint a Hamburgból Bécsbe került Franz Werner Tamm is.